# Strażnica KOP „Olchowczyk”

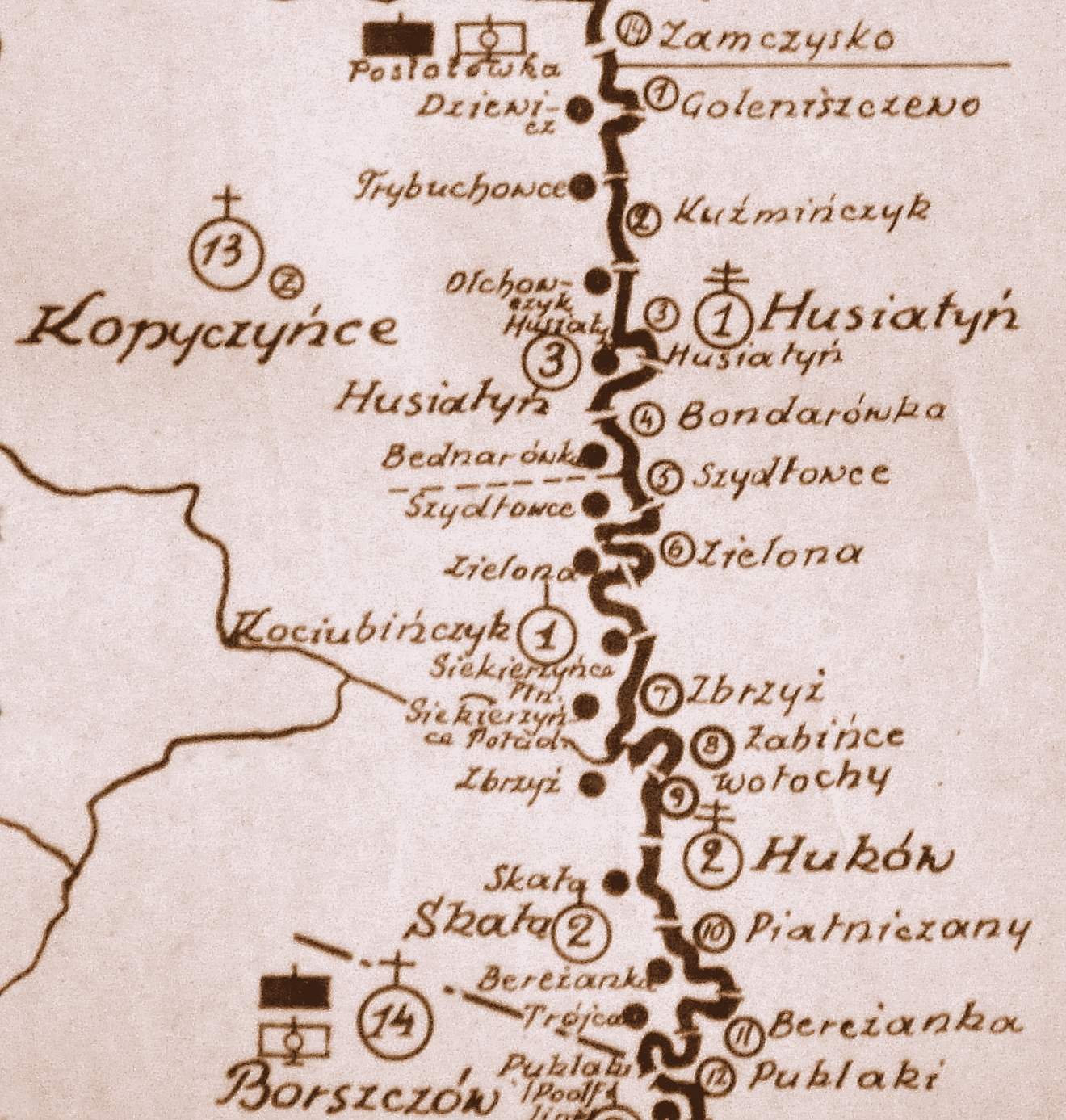
Rozmieszczenie batalionu KOP „Kopyczyńce” w 1931

Strażnica KOP „Olchowczyk” – zasadnicza jednostka organizacyjna Korpusu Ochrony Pogranicza pełniąca służbę ochronną na granicy polsko-sowieckiej.

## Formowanie i zmiany organizacyjne
W 1925, w składzie 4 Brygady Ochrony Pogranicza, został sformowany 13 batalion graniczny. W 1928 w skład batalionu wchodziło 13 strażnic. W latach 1928–1939 w strukturze organizacyjnej 2 kompanii granicznej KOP „Husiatyń” funkcjonowała strażnica KOP „Olchowczyk” . Strażnica liczyła około 18 żołnierzy i rozmieszczona była przy linii granicznej z zadaniem bezpośredniej ochrony granicy państwowej.
W 1932 obsada strażnicy zakwaterowana była w budynku popolicyjnym. Strażnicę z macierzystą kompanią łączyła szosa długości 3,5 km i droga polna długości 0,5 km.

## Służba graniczna
Podstawową jednostką taktyczną Korpusu Ochrony Pogranicza przeznaczoną do pełnienia służby ochronnej był batalion graniczny. Odcinek batalionu dzielił się na pododcinki kompanii, a te z kolei na pododcinki strażnic, które były „zasadniczymi jednostkami pełniącymi służbę ochronną”, w sile półplutonu. Służba ochronna pełniona była systemem zmiennym, polegającym na stałym patrolowaniu strefy nadgranicznej, wystawianiu posterunków alarmowych, obserwacyjnych i kontrolnych stałych, patrolowaniu i organizowaniu zasadzek w miejscach rozpoznanych jako niebezpieczne, kontrolowaniu dokumentów i zatrzymywaniu osób podejrzanych, a także utrzymywaniu ścisłej łączności między oddziałami i władzami administracyjnymi.
Strażnica KOP „Olchowczyk” w 1932 ochraniała pododcinek granicy państwowej szerokości 5 kilometrów od słupa granicznego nr 2026 do 2034, a w 1938 pododcinek szerokości 6 kilometrów od słupa granicznego nr 2025 do 2034.
Sąsiednie strażnice:
- strażnica KOP „Trybuchowce” ⇔ strażnica KOP „Husiatyn” – 1928[2], 1929[3], 1931[4] , 1932[5], 1934[6], 1938[7]